# Stefan Weichert
Stefan Weichert (Dinamarca, 1991) és un periodista freelance danès que viu a Ucraïna des del maig del 2019.
Ha treballat per informar sobre la Revolució egípcia de 2011, Belarús i el conflicte de l'Alt Karabakh. Durant la invasió russa d'Ucraïna del 2022 va denunciar que amb el seu company Emil Filtenborg van patir una emboscada i un atac a Okhtyrka per part de soldats russos.